# Automobilová diagnostika
Automobilová diagnostika je diagnostika digitálně pracujících řídicích jednotek (Electronic Control Unit) v automobilech. Koncem 80. let 20. století vznikla potřeba diagnostiky těchto systémů. Postupem času byla vyvinuta řada diagnostických protokolů. Z počátku byly tyto protokoly proprietární. V polovině 90. let došlo k vytvoření několika protokolů, ze kterých vznikly různé odnože. Tyto protokoly jsou využívány v různé podobě až do dnešní doby. Koncem 90. let 20. století byly dále standardizovány protokoly, které si kladly za cíl sjednotit formu diagnostiky a jednotlivých příkazů a tím snížit náklady na vývoj ECU.

## Standardy
V počátcích měla každá automobilka svůj vlastní standard a normy, což bylo velkým problémem hlavně pro multiznačkové servisy, jelikož musely pořizovat více diagnostických přístrojů. Od roku 2000 se již výstupy z řídících jednotek více-méně standardizují. Vznikl tak jednotný soubor norem OBD2 [On Board Diagnostic], který sjednocuje normy ISO 9142, ISO 14230, SAE J 1979, SAE J1850. Toto sjednocení začalo platit v USA od roku 1996, v Evropě pak od roku 2000. Tento soubor norem OBD se ještě dělí na EOBD [Evropské OBD], a JOBD [Japonské OBD].
Vozidla podporující tyto sjednocené normy disponují ve většině případů 16pólovou obdélníkovou zásuvkou pro připojení diagnostiky, která je u všech současných vozidel umístěna v kabině, v dosahu řidiče. Norma EOBD využívá pro komunikaci s vozem vedení K-LINE (v zásuvce pin 7), některé nové vozy od roku 2004 využívají sběrnici CAN (v zásuvce pin 6 a 14). Americké vozy z produkce General Motors využívají J1850 VPW (pin 2), vozy Ford do roku 2003 K-Line nebo J1850 PWM (piny v zásuvce č. 2 a 10). Nástroj pro diagnostiku OBD se tedy pomocí některé z norem spojí s řídící jednotkou motoru a umožní tak kompletní diagnostiku. Problémem ovšem zůstává provedení samotné zásuvky. I když normy byly sjednoceny, někteří výrobci udržují svůj vlastní tvar zásuvky, což je nutné řešit redukcemi.

## Základní funkce
- Identifikační služby – Zobrazení informací o ECU, zejména objednací číslo, výrobce, datum programování, apod.
- Výpis paměti závad – Seznam chyb, které od poslední diagnostiky systému byly přítomny s rozlišením druhu chyb (statická, sporadická, atd.).
- Čtení měřených hodnot – Zobrazení jednotlivých veličin měřených ECU, případně zobrazení dat přijatých od dalších systémů.
- Test akčních členů – Testování akčních členů připojených k ECU.
- Nastavení parametrů ECU – Reset servisních intervalů, provedení základního nastavení, přizpůsobení různých parametrů, korekce měřených hodnot.
- Bezpečnostní funkce – Odemčení přístupu do ECU (zadání PIN kódu, RSA autorizace).
- Aktualizace firmware – Výměna kalibračních dat nebo programového vybavení.

Diagnostika ECU probíhá po připojení diagnostického přístroje k vozidlu prostřednictvím diagnostické zásuvky. Tato zásuvka bývá umístěna většinou v blízkosti sedadla řidiče nebo v motorovém prostoru. Do roku 1996 používali jednotliví výrobci vlastní zásuvky, po roce 1996 došlo v USA a následně po celém světě ke sjednocení, a vozidla byla vybavována zásuvkou OBD-II (CARB).
Pro diagnostiku (přenos dat) se používá několik typů fyzických vrstev. Zpočátku se jednalo o tzv. ISO9141 K-Line a L-Line, sběrnici SAE J1850 VPW a PWM. Od roku 2000 dochází k postupnému nahrazování sběrnicí CAN (Controller Area Network). Bezdrátová komunikace není využita.

## Diagnostické přístroje

### Originální přístroje
Autorizované servisy pro jednotlivé značky mají k dispozici od výrobce vozidla diagnostické přístroje. Většinou je takovéto zařízení přístupné jen a pouze autorizovaným společnostem, domácí dílny a neznačkové servisy se musí spokojit s alternativními produkty od třetích stran.
- BMW: Modic-II, Modic III, BMW GT1, BMW DIS
- Opel: Tech-II
- Peugeot: Peugeot Planet 2000
- Volkswagen/Audi/Škoda/Seat: VAG-1552, VAS-5052
- Fiat: Examiner
- Ford: IDS

### Přístroje třetích stran
- Volkswagen/Audi/Škoda/Seat: Diag4t